# Ballana datuna
Ballana datuna är en insektsart som beskrevs av Delong 1964. Ballana datuna ingår i släktet Ballana och familjen dvärgstritar. Inga underarter finns listade i Catalogue of Life.